# Oumpah-Pah sur le sentier de la guerre
Oumpah-Pah sur le sentier de la guerre est le titre d'un album de bandes dessinées écrit par Uderzo et Goscinny.
Oumpah-Pah est envoyé en tant qu'émissaire dans la tribu des Pieds-Plats afin de connaître leurs intentions.
À l'issue du Pow wow, la guerre est déclarée.
Ayant vent de cela, Fort Petit envoie en mission le Chevalier Hubert de la Pâte Feuilletée pour proposer une alliance aux Shavashavah. Mais celui-ci est capturé par les Pieds-Plats qui l'utilisent pour attirer Oumpah-pah dans un piège.
Nos deux compères ayant réussi à s'échapper, la bataille se prépare, les soldats du Roy venant prêter main-forte aux Shavashavah.
Oumpah-Pah obtient de se battre en combat singulier avec un Pied-Plats pour régler le sort du conflit. Sa victoire est sans appel et le calumet de la paix est fumé entre les deux tribus.

## Édition
- 1961 (sans ISBN) Le Lombard et Dargaud, dans Oumpah-Pah le Peau-Rouge
- 1973 (sans ISBN) Le Lombard et Dargaud, dans Oumpah-Pah le Peau-Rouge
- 1986  (ISBN 2-8036-0594-5) Le Lombard
- 1996  (ISBN 2-86497-094-5) éditions Albert René, avec Oumpah-Pah et les pirates